# Freddy unter fremden Sternen (EP)
Freddy unter fremden Sternen ist das 17. Extended-Play-Album des österreichischen Schlagersängers Freddy Quinn, das 1961 im Musiklabel Atlas (Nummer 4201 / 80 001) in Deutschland veröffentlicht wurde.

## Schallplattenhülle
Die Schallplattenhülle ist einfach gehalten, auf dem einfarbigen Hintergrund sind lediglich die Liedtitel und die Musiklabel-Angaben aufgedruckt.

## Musik
Cigarettes and Whisky ist eine Coverversion des englischen Liedes Cigarettes, Whisky, And Wild, Wild Women, das von Tim Spencer geschrieben und 1947 von The Sons of the Pioneers gesungen wurde.
Ich bin ein Vagabund ist die Coverversion von Love Is a Golden Ring, das 1957 von Frankie Laine und The Easy Riders gesungen wurde. Das Lied wurde von Frank Miller, Richard Dehr und Terry Gilkyson sowie die deutsche Version von Ernst Bader und Ralf Arnie geschrieben.
Bei Unter fremden Sternen und Heimatlos ist Freddy Quinn der Originalinterpret. Die vier Titel wurden in den Jahren 1957 bis 1959 von Quinn als Single veröffentlicht.

## Titelliste
Das Album beinhaltet folgende vier Titel:
- Seite 1

1. Unter fremden Sternen
2. Heimatlos

- Seite 2

1. Cigarettes and Whisky
2. Ich bin ein Vagabund